# Imre Leader
Pour les articles homonymes, voir Leader (homonymie).
Imre Bennett Leader (né en 1963) est un mathématicien et joueur d'Othello britannique. Il est professeur de mathématiques pures, en particulier de combinatoire, à l'université de Cambridge. 

## Biographie
Il a effectué ses études à la St Paul's School de Londres et au Trinity College de Cambridge et, en 1981, il a été membre de l'équipe du Royaume-Uni aux Olympiades internationales de mathématiques, où il a remporté une médaille d'argent. De 1999 à 2001, il a dirigé l'équipe britannique des Olympiades en tant que formateur en chef. 
Il a été le joueur d'Othello le plus régulièrement titré en Grande-Bretagne, remportant le championnat national 12 fois entre 1983 et 2016. En 1983, il a été finaliste au Championnat du monde d'Othello et en 1988, il faisait partie de l'équipe britannique qui a remporté le Championnat du monde par équipe. 
En mathématiques, son travail s'est concentré sur la combinatoire. Il a obtenu son doctorat, avec une thèse intitulée Discrete Isoperimetric Inequality and Other Combinatorial Results, en 1989, sous la direction de Béla Bollobás. Filleul du philosophe mathématique Imre Lakatos, il est actuellement membre du Trinity College de l'Université de Cambridge. 
Avec Timothy Gowers et June Barrow-Green il est co-éditeur du Princeton Companion to Mathematics (Princeton University Press 2008). Son nombre d'Erdős est 2.

## Prix et distinctions
En 1999 il est lauréat du prix Whitehead décerné par la London Mathematical Society. En 2023 il donne la Conférence Forder décernée conjointement par la London Mathematical Society et la Société mathématique de Nouvelle-Zélande.

## Publications
- Rédacteur en chef avec Timothy Gowers, June Barrow-Green : The Princeton Companion to Mathematics, Princeton University Press 2008.
- (en) Reinhard Diestel, Imre Leader, Alex Scott et Stéphan Thomassé, « Partitions and orientations of the Rado graph », Transactions of the American Mathematical Society, vol. 359, no 5,‎ 2007, p. 2395-2405 (DOI 10.1090/S0002-9947-06-04086-4, MR 2276626).
- (en) Neil Hindman (en), Imre Leader et Dona Strauss, « Pairwise sums in colourings of the reals », Abhandlungen aus dem Mathematischen Seminar der Universitaet Hamburg, vol. 87, no 2,‎ 21 décembre 2016, p. 275-287 (DOI 10.1007/S12188-016-0166-X, lire en ligne).
- (en) Reinhard Diestel et Imre Leader, « A Conjecture Concerning a Limitof Non-Cayley Graphs », Journal of Algebraic Combinatorics, vol. 14,‎ 1  2001, p. 17-25 (DOI 10.1023/A:1011257718029, lire en ligne).